# Vasile-Aurel Căuș
Vasile-Aurel Căuș (n. 23 ianuarie 1966, Oradea, România) este un deputat român, ales în 2020 din partea PNL. 